# Gianfrancesco Sanseverino
Gianfrancesco Sanseverino d'Aragona, II conte di Caiazzo e Colorno (1450 circa – Napoli, 2 settembre 1501), è stato un nobile e condottiero italiano al servizio di Ludovico il Moro e del re di Francia Luigi XII. In linguaggio cifrato fu anche soprannominato Invidia..

## Biografia
Giovan Francesco fu il figlio primogenito (sopravvissuto, dopo un primo morto in fasce) del grande condottiero napoletano Roberto Sanseverino, del ramo dei conti di Caiazzo e della sua prima moglie, la nobildonna emiliana Giovanna da Correggio, figlia di Giovanni di Gherardo VI. Era anche imparentato con gli Sforza per via paterna (la madre di Roberto, Elisa, era sorella del duca Francesco Sforza).
Nacque intorno al 1450, e probabilmente in Lombardia, essendo intanto il padre passato al servizio dello zio Francesco Sforza. Nel biennio 1458-59 abitò sicuramente a Milano, presso la corte sforzesca, dove la madre Giovanna si era fermata a risiedere insieme ai figli, in attesa del ritorno del marito dal suo pellegrinaggio in Terrasanta. Successivamente la famiglia rimpatriò nel regno di Napoli.
Di lui parlava forse il duca di Calabria Alfonso d'Aragona quando, nel 1466, per gelosia vietò alla moglie Ippolita Maria Sforza d'intrattenersi in compagnia di Giovanna da Correggio, se questa si recava a trovarla accompagnata dal proprio parente Gian Francesco: forse il figlio o un altro omonimo.
Sposò prima del 1482 Diana Della Ratta, sorella del conte di caserta, Giacomo Della Ratta.

### Carriera
La prima battaglia al servizio degli Sforza fu quella contro i Lucchesi del settembre 1477, per il controllo di Pietrasanta in Versilia. Il fratello Fracasso fu al servizio dei Medici nel 1478, nel periodo della congiura dei Pazzi, per poi fuggire nella provincia di Perugia, poiché ricercato da Bona di Savoia, reggente del figlio Gian Galeazzo Sforza.
Nel settembre del 1479 il padre, Roberto, tornò a Milano con Ludovico Sforza detto il Moro che, esiliato a Pisa, intendeva riprendersi il trono del Ducato, a discapito della cognata Bona. Dopo la presa di potere da parte del Moro e il richiamo di Roberto e dei figli dall'esilio, tuttavia, i rapporti fra i due si andarono logorando, cosicché Roberto passò al servizio di Venezia nella cosiddetta guerra di Ferrara del 1482-84, nella quale impegnò tutti i propri figli.
Nel giugno del 1483, forse non del tutto all'insaputa del padre, Gianfrancesco insieme al fratello minore Galeazzo disertò la condotta veneziana del padre Roberto ed entrò al servizio del Moro, nonostante il padre gli fosse acerrimo nemico. Dal 1483, giungendo al perfezionamento di un accordo che garantiva ai fratelli Fracasso, Antonmaria e Galeazzo cospicui vantaggi, Gianfrancesco rimase legato alla casa sforzesca per un decennio.
Fra il 1485 e 1486, guidò l'esercito degli Sforza, fra le armate, nella campagna di Ferrante I contro Innocenzo VIII, il cui esercito era guidato da Gentil Virginio Orsini. La pace sarà raggiunta con la battaglia di Montorio di Sorano.

### Un uomo degli Sforza
Alla morte del padre Roberto, avvenuta nel 1487, in una battaglia dei veneziani contro gli Asburgo, Gianfrancesco prese in mano le questioni del Ducato, con la incombente malattia di Ludovico Sforza. I rapporti del ducato riguardavano soprattutto la rivendica dei diritti di governo sul ducato, con Sanseverino che appoggiava il ritorno del cardinale Ascanio Sforza, a discapito di Gian Galeazzo, che era sostenuto da Gian Giacomo Trivulzio e dagli aragonesi. Recuperò diversi possedimenti della Romagna, annessi al Ducato, quando esso, nel 1488, entrò in crisi con la morte dei signori Girolamo Riario e Galeotto Manfredi. Guidò quindi l'armata per conto di Caterina Sforza, anche in soccorso di Giovanni Bentivoglio a Parma.
Gestì missioni diplomatiche o di rappresentanza presso altre corti, per conto di Ludovico fra il 1488-93 come quella presso la corte di re Carlo VIII, e accompagnando Hermes Sforza in matrimonio per procura con Isabella d'Aragona, per conto del fratello Gian Galeazzo. Tra la fine d’agosto e gli inizi di settembre 1488, fu ancora al fianco di Hermes Sforza nell’ambasciata di obbedienza al neo-incoronato Alessandro VI.
Gli Sforza si erano proclamati fedeli a Carlo VIII, e parteciparono alla campagna del 1494 del re francese in Italia. Gianfrancesco guidò l'esercito sforzesco per contrastare l’avanzata aragonese in Romagna, fino all'arrivo dell'alleato Bérault Stuart d’Aubigny. Dopo la campagna guidò l’assedio al castello di Mordano. Così Luigi Tufano ne parla:
(Luigi Tufano, in Dizionario Biografico degli Italiani)
Il 6 luglio 1495 guidò l'esercito milanese nel corso della famosa battaglia di Fornovo.
Nel settembre del 1496 partecipò ai festeggiamenti a Vigevano in onore di Massimiliano d’Asburgo, oltre a partecipare ad una serie successiva di battaglie per conto degli Sforza, nei vari luoghi del Ducato.
Nel 1498, ormai vedovo da tempo e trovandosi a Forlì, chiese in sposa Bianca Riario, figlia di Caterina Sforza: la madre era propensa ad acconsentire, poiché sapeva che si trattava di un uomo di grande reputazione in Italia, ma fu frenata dalla differenza d'età fra i due.

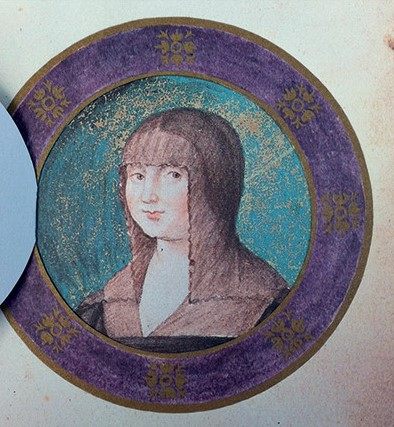
Barbara Gonzaga, seconda moglie di Gian Francesco

Nel 1499 contrasse infine matrimonio con Barbara Gonzaga, figlia di Giovanni Francesco Gonzaga, descritta come una donna bellissima, fra le più belle di Milano. Gianfrancesco tuttavia fu portato a questa decisione unicamente dalla volontà di avere un figlio, poiché si vedeva ormai vecchio e senza eredi. Rifiutò infatti la proposta dell'ambasciatore mantovano di sposare la figlia di Rodolfo Gonzaga, forse Paola, proprio perché giudicava che Barbara fosse in una età più adatta a procreare, "como quello che si sente oltre nel tempo et desidera grandamente di haverne, quantunque el sapesse quell'altra [Paola] essere più bella".
Partecipò con l’esercito francese alla campagna per incamerare i territori assegnati alla Corona di Francia dal trattato di Granada. Ma il 2 settembre a Napoli, morì nella casa del cognato Giovanni Tommaso Carafa, sepolto poi, nella chiesa di Monteoliveto.
Di sua moglie Barbara si innamorò, nel 1501, il re Luigi XII, e si disse che per questa ragione egli avesse mandato Gianfrancesco a morire a Napoli, "per aver piui comoditade de parlar cum lei".

## Discendenza
Dal primo matrimonio con Diana della Ratta non risulta che Gianfrancesco abbia avuto figli. Per molti anni ebbe un solo figlio naturale che, proprio per essere l'unico, amava grandemente, e che morì nel 1493 all'età di dodici anni per una non meglio precisata malattia, lasciandolo nella disperazione. Così racconta l'ambasciatore Giacomo Trotti al duca Ercole d'Este: "el predicto conte [Gian Francesco] deventava mato de amore che li portava, et el teneva in tanta delicatura et tanto el sfozava [sfoggiava] de veste et de cavallo, quanto s'el fusse stato el conte de Pavia [...] et non se può consolare, nì dare pace."
Tutto il suo affetto paterno, come riferisce Marin Sanudo, venne allora riversato sul più piccolo dei suoi fratelli, Giulio, ch'egli teneva in luogo di figlio.
Dal secondo matrimonio con Barbara Gonzaga gli nacque un solo figlio: Roberto Ambrogio.

## La figura di Gianfrancesco Sanseverino d'Aragona
Luigi Tufano su Gianfrancesco Sanseverino d'Aragona:
(Luigi Tufano, in Dizionario Biografico degli Italiani)